# Tesoro Hallaton

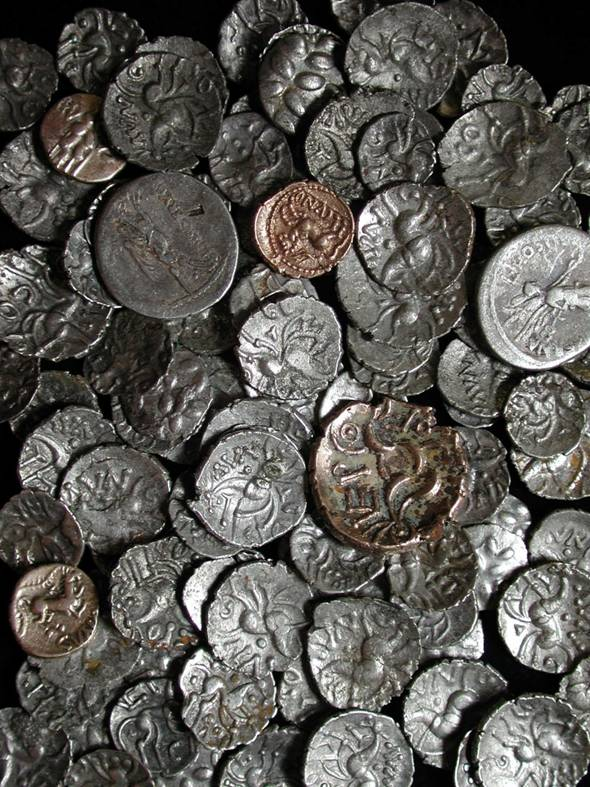
Monedas de la Edad de Hierro del Tesoro Hallaton

El Tesoro Hallaton, el mayor tesoro de monedas británicas de la Edad del Hierro, fue descubierto en 2000 cerca de Hallaton, en el sureste de Leicestershire, Inglaterra, por voluntarios del campo de trabajo de Hallaton. El hallazgo inicial fue realizado por Ken Wallace el 19 de noviembre de 2000, cuando encontró alrededor de 130 monedas con un detector de metales.
Junto con los arqueólogos de la comunidad local, los Servicios Arqueológicos de la Universidad de Leicester (ULAS) excavaron lo que resultó ser una de las excavaciones y proyectos de arqueología comunitaria más importantes de la Edad del Hierro en Gran Bretaña.
El tesoro incluye más de 5 000 monedas de plata y oro, un casco de desfile romano dorado, joyas y otros objetos. La mayoría de los artículos datan de la época de la conquista romana de Gran Bretaña en el siglo I d. C.. De las monedas del sitio, 4 835 pueden atribuirse a la tribu local, los coritanos. Este hallazgo elevó a más del doble el número total de monedas coritanas previamente registradas. Los museos locales han datado una moneda romana de plata del tesoro del 211 a. C., con lo que es la moneda romana más antigua encontrada en Gran Bretaña.
Sin embargo, algunos arqueólogos han especulado que llegó a Gran Bretaña antes de la conquista romana en 43 a. C. y pone en evidencia el intercambio a través del comercio o la diplomacia. El sitio del tesoro demostró ser un sitio ritual internacionalmente relevante principalmente durante las generaciones anteriores y posteriores a la conquista romana. Los arqueólogos creen que el sitio es un tipo de santuario al aire libre que es el primero de su tipo que se ha descubierto en el Reino Unido. Estaba ubicado en la cima de una colina en el valle de Welland y probablemente estaba rodeado por una zanja y una empalizada.
Según el profesor David Mattingly, un arqueólogo de la Universidad de Leicester: "Este tesoro ha cambiado nuestra opinión sobre cuán importantes fueron las East Midlands en este período y esta moneda es un buen ejemplo. Indica que hubo contacto entre esta región y el Imperio Romano a pesar de la distancia entre East Midlands y las zonas de Gran Bretaña a las que llegaron los romanos, como Colchester y Chichester".
Los hallazgos del tesoro se muestran en el Museo Harborough. El casco romano Hallaton se sometió a 9 años de conservación en el Museo Británico y se exhibe en el Museo Harborough desde 2012. 
En enero de 2011, se anunció que el esqueleto de un perro que se cree que fue sacrificado para proteger el tesoro se exhibiría en el Museo Harborough.
En 2012 se encontró un anillo de plata con la inscripción "TOT" en la misma área donde se descubrió el Tesoro Hallaton. Se cree que la inscripción se refiere al dios celta Tentates, correspondiente al dios romano Marte, que según sugiere Adam Daubney, un experto en este tipo de anillo, pudo haber sido adorado en Hallaton. El Consejo del Condado de Leicestershire adquirió el anillo para exhibirlo en el Museo Harborough.